# ناحیه تاظروک
ناحیه تاظروک (به عربی: دائرة تاظروک) یک ناحیه در الجزایر است که در استان تمنراست واقع شده‌است. ناحیه تاظروک ۱۳۰٬۲۵۰ کیلومتر مربع مساحت و ۹٬۰۳۶ نفر جمعیت دارد.